# ОШ „Карађорђе” Велика Плана
ОШ „Карађорђе” Велика Плана је државна установа основног образовања у Великој Плани, основана 1836. године. Школа данас носи име Ђорђа Петровића Карађорђа, вође Првог српског устанка, до 2005. године носила је име „Милош Митровић”, који је носила од 1946. године.
По Вуку Стефановићу Караџићу, у Великој Плани је 1836. године, постојала школа, у којој је до 1855. године радио један учитељ. Нова школска зграда подигнута је 1904. године у спомен стогодишњице почетка Првог српског устанка. За време Првог светског рата школа је употребљавана као касарна војске и жандармерије. Бресје, заселак Велике Плане, отвара школу већ 1929. године.
Током окупације за време Другог светског рата, често је мењан назив школе. У пролеће 1942. године Школски одбор Велике Плане школи додељује име „Вук Караџић”. Већ 4. јануара 1943. године министар просвете одредио је назив „Вожд Карађорђе”.
Матичној школи припадају основне школе у Старом Селу и Великом Орашју и четвороразредне школе у Крушеву, Старом Селу – горњи крај, Бресју, Радовању и на Караули. Након завршених нижих разреда у тим школама, деца долазе да похађају наставу од 5. до 8. разреда у матичну школу у Великој Плани.

## Двеста година школства у Старом Селу[2]
Поводом прославе значајног јубилеја, 200 година школства у Старом Селу, у продукцији и режији Дома културе „Влада Марјановић“ из Старог Села и школе „Карађорђе“, снимљен је мали документарац о нашој школи. У филму је, из свог угла, на основу својих осећања, сећања и сазнања, говорило неколико њених бивших и садашњих радника и ученика. Овде испричан само један део прошлости.
У завршној фази израде је монографија мр Дарка Ивановића „Школа у Старом Селу II“, чији је аутор у једном периоду био и наш наставник историје.